# Michel Perrault
Michel Brunet Perrault (* 20. Juli 1925 in Montreal; † 6. Februar 2010 ebenda) war ein kanadischer Komponist, Dirigent, Paukist und Musikpädagoge.
Perrault studierte zunächst Musiktheorie und Pauke bei Louis Decair am McGill Conservatory, dann von 1941 bis 1943 Oboe am Conservatoire de musique du Québec bei Réal Gagnier. Von 1943 bis 1946 nahm er außerdem privaten Unterricht in Harmonielehre bei Gabriel Cusson. An der École normale de musique in Paris studierte er 1946–47 bei Nadia Boulanger, Arthur Honegger und Georges Dandelot und nach seiner Rückkehr nach Kanada schließlich bei Conrad Letendre.
Von 1949 bis 1965 war er Perkussionist des Montreal Symphony Orchestra, von 1957 bis 1960 dessen stellvertretender Dirigent. Von 1958 bis 1962 war er musikalischer Direktor der Les Grand Ballets Canadiens. Für die CBC arbeitete er von 1949 bis 1968 als Komponist und Dirigent. Als Perkussionist spielte er 1950 die Uraufführung von Alexander Brotts Critics' Corner mit dem McGill String Quartet. 1970 gehörte er zu den Gründern des Institut de sciences musicales Conrad Letendre (später Institut de recherche Pantonal Inc).
Die meisten Kompositionen Perraults, darunter Ballette und Schauspielmusiken, Orchester- und kammermusikalische Werke, Instrumentalkonzerte und Vokalmusik, entstanden bis 1968. Seit den späten 1970er Jahren arbeitete er mit dem Gerald Danovitch Saxophone Quartet zusammen, für das neue Originalkompositionen wie die Esquisses québécoises und Arrangements entstanden. In Montreal gründete Perrault den Musikverlag Les Publications Bonart.

## Weblink
- Homepage von Michel Perrault (Memento vom 24. April 2025 im Internet Archive)

## Quelle
- The Canadian Encyclopedia - Michel Perrault